# Krombroodrapen
Krombroodrapen is een oud folkloristisch gebruik. Halvemaanvormige broodjes, zogenaamde krombroodjes, worden in Sittard al eeuwenlang op halfvasten verstopt of naar beneden geworpen.
Het gebruik ging tijdens de Eerste Wereldoorlog echter verloren door de schaarste aan wittebrood. In de jaren 20 is de traditie nieuw leven in geblazen. Eerst door de broodjes uit te delen in een weeshuis, later was de respons van de lokale bakkers groot genoeg om ze vanaf een helling in de Kollenberg te grabbel te gooien voor alle Sittardse kinderen.

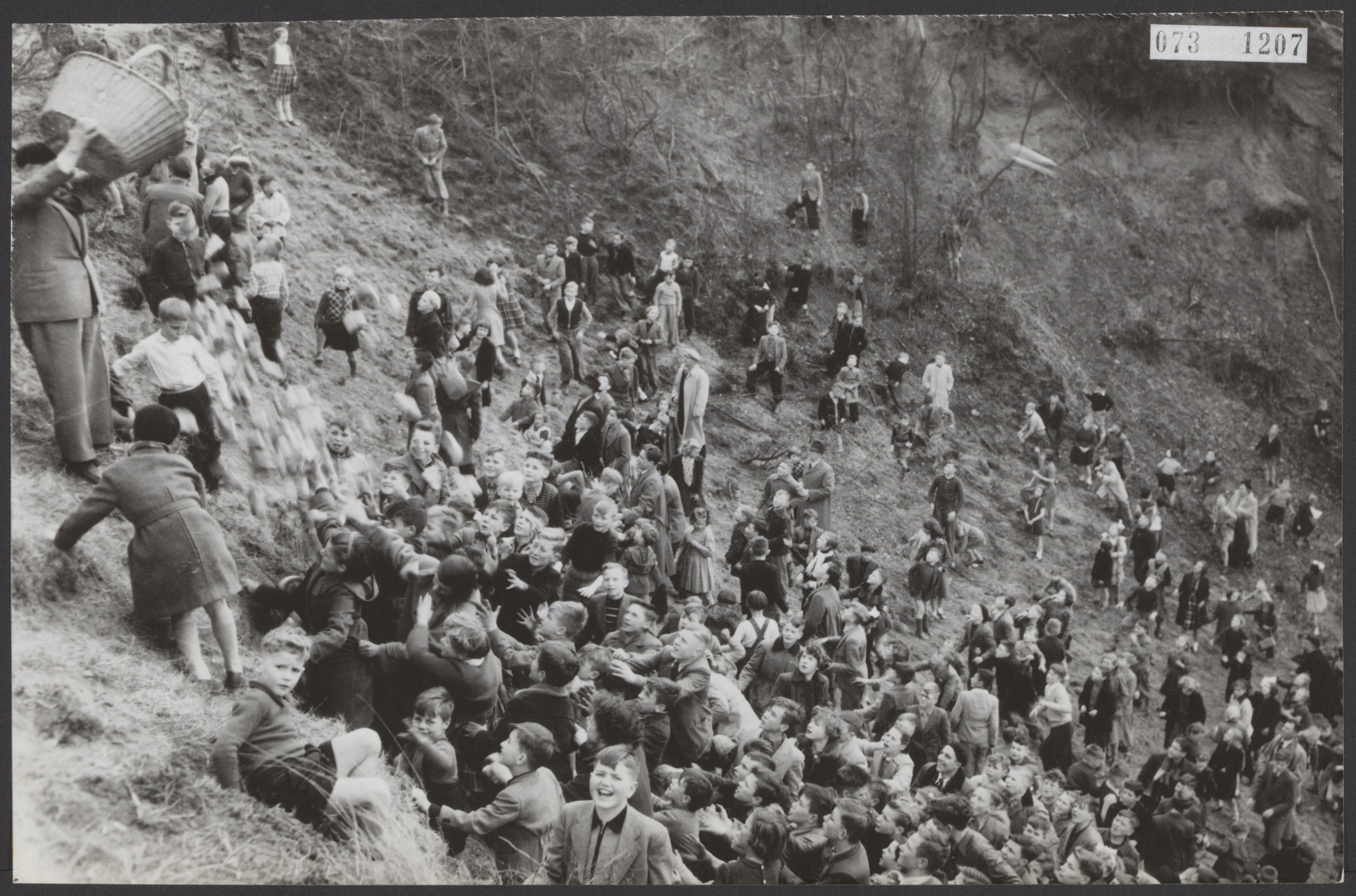
Krombroodrapen bij de kogelvanger op de Kollenberg in 1954

Deze traditie bestaat nog steeds. Ieder jaar halverwege de vastenperiode, halfvasten, worden zo'n 15.000 broodjes uitgegooid door het Sittardse Krombroodcomité en een jaarlijkse eregast vanaf de "Kogelvanger", een helling bij de Kollenberg.
De krombroodjes worden (in het grotendeels katholieke Sittard) met halfvasten gegooid, omdat Jezus in de Bijbel op halfvasten brood en vis verveelvoudigt. Zoals men in een eucharistieviering het laatste avondmaal gedenkt, wordt met krombrood rapen die Bijbelse passage herdacht.